# Dieter Schneider
Dieter Schneider (Lauter, 20 de outubro de 1949) é um ex-futebolista profissional alemão que atuava como goleiro, medalhista olímpico.

## Carreira
Dieter Schneider atuou em sua carreira somente no FC Hansa Rostock, ele fez parte do elenco da Alemanha Oriental, bronze em 1972.